# Chatwork
Chatwork（チャットワーク）とは、株式会社kubellが提供するクラウド型ビジネスチャットツールである。メッセージのやりとりだけでなく、タスク管理やファイル共有、ビデオ通話などが可能である。

## 機能
グループチャット
メッセージを共有できるだけではなく、引用表現や投稿したメッセージの削除機能が付いている。
タスク管理
メンバー間でのタスク依頼や受託、納期を知らせるリマインドが付いている。上司など相手からの反応をそのまま「タスク化」することも可能。
ファイル共有
対象ユーザーもしくは対象としたグループを指定し、メッセージ欄からメールにファイルデータを添付する要領でファイルをアップロードできる。
ビデオ通話・音声通話
カメラやマイクを準備すれば音声通話やビデオ通話をすることもできる。出先や出張中のメンバーとの打ち合わせ、遠隔地にいるスタッフ同士のコミュニケーションに使える。

## 特徴
既読機能がない
既読通知機能をあえてつけていない。既読機能は送信側も受信側もどちらにもメリットがなく、かえってコミュニケーションを阻害しかねないという思想でサービス設計を行っている。
マイチャット
自分専用のチャットとして使えるマイチャット機能を搭載。メモやタスク管理、ファイル置き場として利用することが可能。
API連携
他のサービスと連携して対話型のボット機能などが使用できる。
セキュリティ
サーバーとの通信はすべて暗号化されている。